# パズルプレイス
パズルプレイス（*The Puzzle Place*）は、アメリカ合衆国で制作された子供向け教育番組であり、日本ではキッズステーションによって日本語吹き替え版が放送された。日本国内では1997年から1999年までの間に全39話が放送された。

## 番組概要
『パズルプレイス』は、異なる文化背景を持つ子供たちが協力しながらさまざまな問題を解決していく姿を描いた教育番組で、パペットと実写を組み合わせたスタイルが特徴。多様性、友情、思いやりをテーマにしており、アメリカではPBS系列で1995年から1998年まで放送され、制作は**Lancit Media Productions**と**KCET**（ロサンゼルスのPBS系列局）**によって行われた。

## 日本での放送
日本では、キッズステーションにて1997年4月3日から1999年9月4日まで、毎週土曜日の午前11時に放送された。日本語吹き替え版としては全39話のみが制作・放送された。放送スケジュールは以下の通り：
- 第1期（第1～13話）：1997年4月3日より放送
- 第2期（第14～26話）：1997年11月の最初の週末より放送
- 第3期（第27～39話）：1998年4月4日より放送

その後、再放送が行われ、1999年9月4日に放送された第38話「A World of Difference」をもって放送が終了した。

## VHSリリース
1999年2月、日本国内にて**英語音声のVHSコンピレーション3本**がリリースされた。これらは教育現場や英語学習用としても流通していた。

### 発売されたタイトル
- Accentuate the Positive
- Tuned In
- Sing-Along Songs

これらには人気エピソードや音楽、メッセージ性の高いシーンが編集されて収録された。

## 声の出演
日本語吹き替え声優の情報は公表されておらず、詳細は不明である。